# Dabba (Garzê)

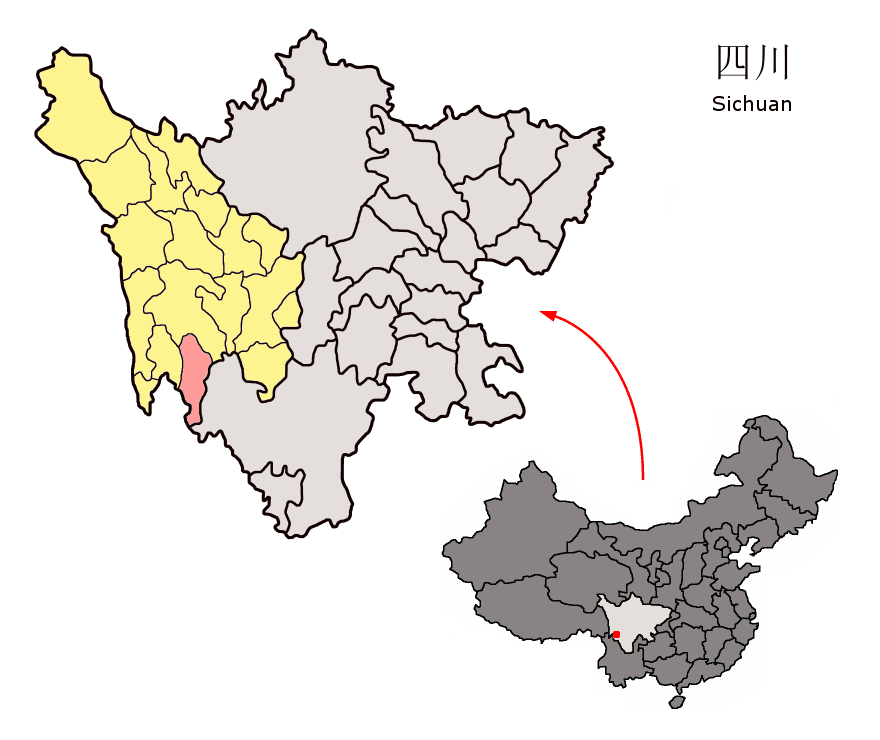
Die Lage des Kreises Daocheng (rosa) im Autonomen Bezirk Garzê der Tibeter (gelb) im Westen der chinesischen Provinz Sichuan.

Dabba (Daocheng) (tibetisch: འདབ་པ་རྫོང།, Umschrift nach Wylie: ’dab pa rdzong, auch Dabba Zong, chinesisch 稻城县, Pinyin Dàochéng Xiàn) ist ein Kreis des Autonomen Bezirks Garzê der Tibeter in der südwestchinesischen Provinz Sichuan. Die Fläche beträgt 6.873 Quadratkilometer und die Einwohnerzahl 32.916 (Stand: Zensus 2020). 1999 zählte Dabba 27.704 Einwohner. Sein Hauptort ist die Großgemeinde Jingzhoi (金珠镇,  Jīnzhū).

## Administrative Gliederung
Auf Gemeindeebene setzt sich Dabba aus vier Großgemeinden und zehn Gemeinden zusammen. Diese sind in amtlicher Schreibung der Ortsnamen:
- Großgemeinde Jingzhoi (金珠镇), Hauptort, Sitz der Kreisregierung;
- Großgemeinde Shangri-La (香格里拉镇);
- Großgemeinde Qugar (吉呷镇);
- Großgemeinde Sumdü (桑堆镇);
- Gemeinde Bucang (蒙自乡);
- Gemeinde Cêrong (赤土乡);
- Gemeinde Dingbo (邓波乡);
- Gemeinde Goyangtang (俄牙同乡);
- Gemeinde Jangrong (巨龙乡);
- Gemeinde Kaqa (各卡乡);
- Gemeinde Mangra (木拉乡);
- Gemeinde Saila (色拉乡);
- Gemeinde Sammo (省母乡);
- Gemeinde Wangqu (傍河乡).

## Ethnische Gliederung der Bevölkerung (2000)
Beim Zensus im Jahre 2000 hatte Dabba 28.228 Einwohner.
| Name des Volkes | Einwohner | Anteil  |
| --------------- | --------- | ------- |
| Tibeter         | 26.353    | 93,36 % |
| Han             | 1.734     | 6,14 %  |
| Yi              | 32        | 0,11 %  |
| Hui             | 23        | 0,08 %  |
| Bai             | 20        | 0,07 %  |
| Qiang           | 13        | 0,05 %  |
| Mongolen        | 13        | 0,05 %  |
| Naxi            | 12        | 0,04 %  |
| Tujia           | 12        | 0,04 %  |
| Miao            | 4         | 0,01 %  |
| Sonstige        | 12        | 0,04 %  |

## Verkehr
Nördlich der Gemeinde Sumdü befindet sich der am 16. September 2013 eröffnete Flughafen Dabba-Yardêng, der höchstgelegene zivile Verkehrsflughafen der Welt.

## Observatorium LHAASO
Das LHAASO ist ein vom Institut für Hochenergiephysik der Chinesischen Akademie der Wissenschaften betriebenes Observatorium für kosmische Strahlung. Es befindet sich in einer Höhe von 4410 Metern am Mt. Haizi.